# Hagfors (commune)
La commune de Hagfors est une commune suédoise du comté de Värmland. Environ 11530  personnes y vivent (2020). Son chef-lieu se situe à Hagfors.

## Localités principales
- Bergsäng
- Edebäck
- Ekshärad
- Geijersholm
- Hagfors
- Mjönäs
- Munkfors
- Råda
- Sunnemo
- Uddeholm